# 고카촌 (미에현)
고카촌(甲賀村)은 미에현 아고군·시마군에 설치되었던 촌이다. 현재의 시마시에 해당한다.